# Weißenbach (Gemeinde Lunz am See)
Weißenbach ist eine Katastralgemeinde der Gemeinde Lunz am See im Bezirk Scheibbs in Niederösterreich.

## Geschichte
Laut Adressbuch von Österreich waren im Jahr 1938 in Weißenbach ein Gastwirt und mehrere Landwirte ansässig.

## Siedlungsentwicklung
Zum Jahreswechsel 1979/1980 befanden sich in der Katastralgemeinde Weißenbach insgesamt 41 Bauflächen mit 14.289 m² und 25 Gärten auf 16.867 m², 1989/1990 gab es 39 Bauflächen. 1999/2000 war die Zahl der Bauflächen auf 98 angewachsen und 2009/2010 bestanden 76 Gebäude auf 120 Bauflächen.

## Bodennutzung
Die Katastralgemeinde ist forstwirtschaftlich geprägt. 129 Hektar wurden zum Jahreswechsel 1979/1980 landwirtschaftlich genutzt und 396 Hektar waren forstwirtschaftlich geführte Waldflächen. 1999/2000 wurde auf 116 Hektar Landwirtschaft betrieben und 403 Hektar waren als forstwirtschaftlich genutzte Flächen ausgewiesen. Ende 2018 waren 109 Hektar als landwirtschaftliche Flächen genutzt und Forstwirtschaft wurde auf 407 Hektar betrieben. Die durchschnittliche Bodenklimazahl von Weißenbach beträgt 18,6 (Stand 2010).